# Paul Hermann Müller
Paul Hermann Müller (Olten, 12. siječnja 1899. – Basel, 12. listopada 1965.), švicarski kemičar.
Dobitnik je Nobelove nagrade za fiziologiju ili medicinu 1948. godine za svoje otkriće DDT (1939.g.) kao insekticida korisnog u kontroli malarije, žute groznice i drugih bolesti koje prenose insekti-vektori.

## Vanjske poveznice
- Nobelova nagrada - životopis (engl.)